# Proszynskiana starobogatovi
Proszynskiana starobogatovi là một loài nhện trong họ Salticidae.
Loài này thuộc chi Proszynskiana. Proszynskiana starobogatovi được Dmitri Viktorovich Logunov miêu tả năm 1996.